# Persicula persicula
Espèce
Persicula persicula est une espèce de mollusques gastéropodes de la famille des Cystiscidae.
- Répartition : Afrique de l'ouest.
- Taille : 2,5 cm